# ГЕС Блу-Меса
ГЕС Блу-Меса – гідроелектростанція у штаті Колорадо (Сполучені Штати Америки). Знаходячись перед ГЕС Морроу-Поінт, становить верхній ступінь каскаду на річці Gunnison, лівій притоці Колорадо (на території Мексики впадає до Каліфорнійської затоки).
В межах проекту річку перекрили земляною греблею висотою 153 метри та довжиною 239 метрів, яка потребувала 2,4 млн м3 матеріалу. Вона утримує водосховище з площею поверхні 37,2 км2 та об’ємом 1,16 млрд м3 (корисний об’єм 0,92 млрд м3), в якому можливе коливання рівня між позначками 2243 та 2292 метри НРМ.
Через водовід діаметром 4,9 метра ресурс надходить до пригреблевого машинного залу, обладнаного двома турбінами типу Френсіс потужністю по 43,2 МВт. Вони працюють при напорі 101 метр та забезпечують виробництво 203 млн кВт-год електроенергії на рік.